# Jalkapallon suomenmestaruuskilpailut 1927
La Jalkapallon suomenmestaruuskilpailut 1927 fu la diciannovesima edizione del campionato finlandese di calcio. Fu giocato in un formato di coppa e vide la vittoria dell'HPS per la seconda edizione consecutiva.

## Semifinali
|                 | Risultati |      | Luogo e data |
| --------------- | --------- | ---- | ------------ |
| Viipurin Reipas | 4-3       | HIFK |              |
| HPS             | 2-1       | TaPa |              |
|                 |           |      |              |

## Finale
|     | Risultati |                 | Luogo e data |
| --- | --------- | --------------- | ------------ |
| HPS | 6-0       | Viipurin Reipas |              |
|     |           |                 |              |